# Huangnan (sockenhuvudort i Kina, Zhejiang Sheng, lat 28,53, long 120,68)
Huangnan (kinesiska: 黄南, 黄南乡) är en sockenhuvudort i Kina. Den ligger i provinsen Zhejiang, i den östra delen av landet, omkring 200 kilometer söder om provinshuvudstaden Hangzhou. Antalet invånare är 3 509. Befolkningen består av 1 624 kvinnor och 1 885 män. Barn under 15 år utgör 21,0 %, vuxna 15-64 år 61 %, och äldre över 65 år 17,0 %.
Runt Huangnan är det tätbefolkat, med 266 invånare per kvadratkilometer. Närmaste större samhälle är Lixi, 15,9 km sydost om Huangnan. I omgivningarna runt Huangnan växer i huvudsak blandskog.
Genomsnittlig årsnederbörd är 2 185 millimeter. Den regnigaste månaden är juni, med i genomsnitt 368 mm nederbörd, och den torraste är januari, med 71 mm nederbörd.